# نیدرهاوزن ان در آپل
نیدرهاوزن ان در آپل (به آلمانی: Niederhausen an der Appel) یک شهر در آلمان است که در دنرسبرگکرایس واقع شده‌است. نیدرهاوزن ان در آپل ۲۴۴ نفر جمعیت دارد.